# Завод карбіду кремнію в Мансілья-де-лас-Мулас
Завод карбіду кремнію в Мансілья-де-лас-Мулас – виробничий майданчик на півночі Іспанії, що продукує карбід кремнію.
Майданчик в Мансілья-де-лас-Мулас, який почав роботу в 1983 році, став вже другим для компанії Navarro SiC, що до того вже мала завод в Пуенте-де-Ваділлос.  Наразі він може щорічно випускати 10 тисяч тонн карбіду кремнію, який або продають на ринку, або спрямовують для подальшої обробки до Пуенте-де-Ваділлос.
Завод обладнаний 3 групами печей Ачесона, де при температурі до 2500 градусів провадиться плавка нафтового коксу разом з джерелом кремнію – піском високої чистоти або кварцем.